# Herbert Mende

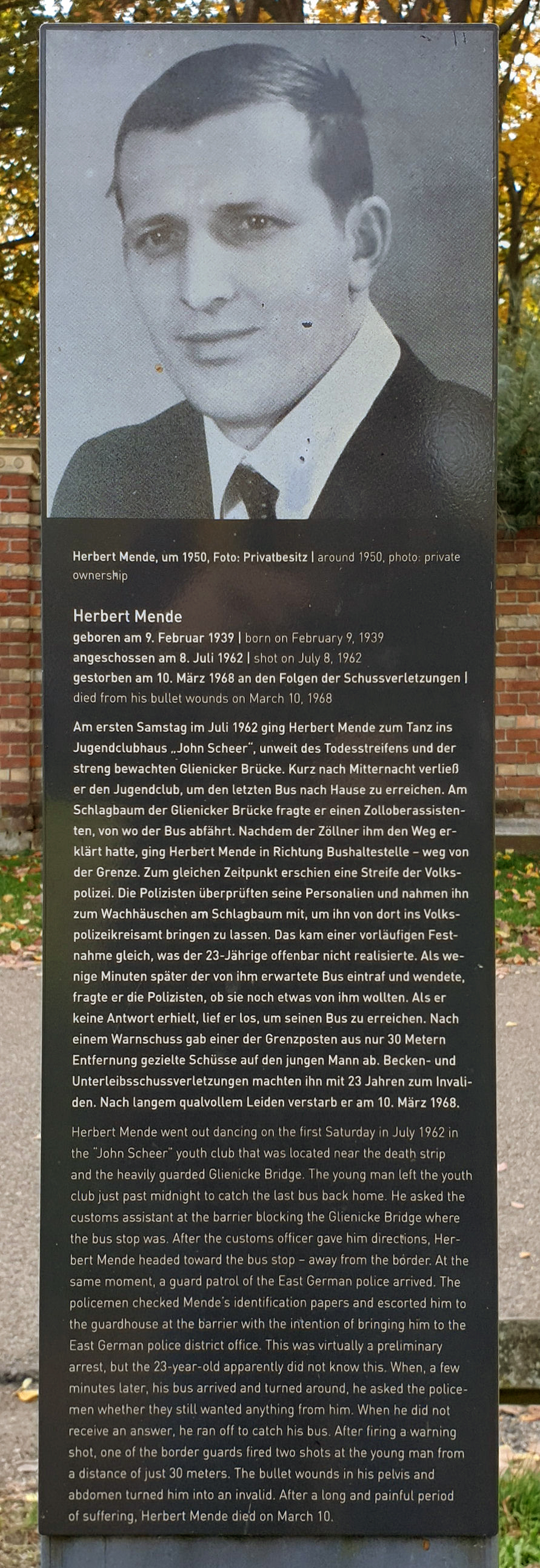
Gedenktafel, Berliner Straße 86, in Potsdam

Herbert Mende (* 9. Februar 1939 in Steinaugrund, Oberschlesien; † 10. März 1968 in Potsdam) war ein Todesopfer an der Berliner Mauer. Nach einem Klubbesuch schoss ein Grenzpolizist ihm am Morgen des 8. Juli 1962 in der Nähe der Glienicker Brücke in den Rücken, als er versuchte, einen Linienbus Richtung Potsdam zu erreichen.

## Leben
Herbert Mende wuchs mit seinen zwei Schwestern in Steinaugrund auf. 1945 flüchtete die Familie ohne den Vater Franz, der in britischer Kriegsgefangenschaft war, in die Altmark. Nach der Entlassung kam der Vater nach. 1957 zog die Familie nach Potsdam weiter. Nach einer Lehre zum Fußbodenleger arbeitete Herbert Mende dort im VEB Ausbau Potsdam.
Am Abend des 7. Juli 1962 begab sich Herbert Mende in einen Jugendklub im Osten von Potsdam nahe der Grenze und der Glienicker Brücke. Der angetrunkene Mende verließ den Klub nach Mitternacht, um mit dem letzten Bus nach Hause zu fahren. Auf dem Weg zur Haltestelle ging er am Schlagbaum der Brücke vorbei und hatte eine kurze Konversation mit einem Grenzpolizisten, der ihm den Weg zur Haltestelle zeigte. Mit der Grenze im Rücken lief Mende gestikulierend zur Haltestelle. Dabei erregte er die Aufmerksamkeit einer Streife der Volkspolizei, die ihn kontrollieren wollte. Anstatt seines Ausweises hatte er nur eine Wehrdienstregistrierkarte bei sich. Die Volkspolizisten beschlossen, ihn mit auf die Wache zu nehmen und brachten ihn zum Abtransport zu einem Wachhaus am Grenzübergang. Während Mende vor der Tür wartete, gingen die Volkspolizisten ins Innere.
Als Herbert Mende den herannahenden Linienbus sah, verabschiedete er sich von den Volkspolizisten und rannte, im Glauben, dass die Sache erledigt sei, los Richtung Bus. Er entfernte sich dabei von der Grenze und lief zurück ins Staatsgebiet der DDR. Die Volkspolizisten forderten einen Grenzer auf, von der Schusswaffe Gebrauch zu machen. Dieser gab, nach einem Warnschuss, zwei gezielte Schüsse auf den rennenden Mende ab und traf ihn zweimal in den Rücken. Der Verletzte wurde in ein Potsdamer Krankenhaus eingeliefert. Durch die Schussverletzung im Unterleib wurde er zum Invaliden.
Die Behörden der DDR bezeichneten den Vorfall als Unfall, ohne eine individuelle Schuld eines der Beteiligten festzustellen. Interne Ermittlungen rügten das Verhalten als taktisch ungeschickt und den Einsatz der Schusswaffe als nicht erforderlich. Der Anwalt Mendes erreichte keine staatliche Entschädigung für ihn. Die Versicherung von Mende, der fortan eine Invalidenrente von etwa 100 Mark bekam, verweigerte bis zu einem Prozess die Auszahlung von Leistungen. Im Juni 1966 wurden ihm insgesamt 26.000 Mark zugesprochen. Am 10. März 1968 verstarb Herbert Mende in Potsdam an den Spätfolgen der Schussverletzung.
Nach der deutschen Wiedervereinigung kam es zu mehreren Ermittlungsverfahren in der Sache, die alle eingestellt wurden, da dem Schützen keine Tötungsabsicht nachgewiesen werden konnte. Franz Mende legte gegen jede Einstellung Widerspruch ein.